# Tmesisternus tersus
Tmesisternus tersus là một loài bọ cánh cứng trong họ Cerambycidae.